# HC Etten-Leur
HC Etten-Leur is een Nederlandse hockeyclub uit Etten-Leur. 
HC Etten-Leur werd op 20 maart 1968 opgericht door Hans Noyen samen met enkele andere enthousiastelingen. In 1972 mocht de club zich als officieel lid van KNHB aanrekenen. Het eerste clubhuis was een kleine keet die gedeeld werd met de korfballers van ELKV. Deze werd al snel vanwege de brandveiligheid ingeruild voor een tijdelijk onderkomen in een sporthal. Pas in 1981 kon men een geheel eigen clubgebouw in gebruik nemen. Toch verhuisde de club in 1997 naar een geheel nieuwe locatie aan de Olympiade die door ex-international Tom van 't Hek feestelijk werd geopend.
Tijdens een oefenpot in september 1976 op een doordeweekse avond tegen Tempo '34 in Rotterdam maakte de club voor het eerst kennis met kunstgras. Vanaf 1984 bezit Etten-Leur haar eigen kunstgrasveld.
In 2013 is er een vierde kunstgrasveld bij gekomen en ze bezitten toen dan ook 4 semi-watervelden. In de zomer van 2018 heeft de hockeyclub een semi-waterveld om laten bouwen naar een waterveld. In de zomer van 2023 is er een tweede semi-waterveld om laten bouwen naar een waterveld. Daardoor heeft de club nu 2 watervelden en 2 semi-watervelden.

## Eerste Heerenteam
Het eerste heerenteam speelt in het seizoen 2023/2024 voor het negende jaar op rij in de eerste klasse, de op drie na hoogste competitie in het Nederlandse hockey. 

### Huidige selectie
| Nummer        | Nationaliteit | Speler                      | Debuutjaar | Vorige club          |
| Keepers       | Keepers       | Keepers                     | Keepers    | Keepers              |
| ------------- | ------------- | --------------------------- | ---------- | -------------------- |
| 1             | Nederland     | Tim de Zeeuw                | 2023       | BH & BC Breda        |
|               | Nederland     | Thomas van der Geer         | 2022       | R.H.V. Leonidas      |
| Verdedigers   |               |                             |            |                      |
| 2             | Nederland     | Ward Vermeij (twc)          | 2023       | B.H.V. Push          |
| 4             | Nederland     | Tim Petit (twc)             | 2018       | HC Zevenbergen       |
| 6             | Nederland     | Daan Mol                    | 2019       | Jeugdopleiding       |
| 7             | Nederland     | Jesper van Peer (twc)       | 2014       | Jeugdopleiding       |
| 11            | Nederland     | Jelmer van Dijk             | 2023       | HC Prinsenbeek       |
| 20            | Nederland     | Daan Hovius                 | 2023       | Jeugdopleiding       |
| 23            | Nederland     | Lennaert Smits              | 2019       | Jeugdopleiding       |
| Middenvelders |               |                             |            |                      |
| 5             | Nederland     | Frank van de Wiel (ex-twc)  | 2013       | Jeugdopleiding       |
| 9             | Nederland     | Tom Gommers                 | 2014       | Jeugdopleiding       |
| 10            | Nederland     | Yannick Smits (ex-twc)      | 2014       | B.H.V. Push          |
| 12            | Nederland     | Storm Tepas                 | 2023       | Jeugdopleiding       |
| 19            | Nederland     | Jochem van Splunter         | 2023       | B.H.V. Push          |
| Aanvallers    |               |                             |            |                      |
| 3             | Nederland     | Joris Petit                 | 2020       | HC Zevenbergen       |
| 8             | Nederland     | Ralph van Wijk (ex-twc)     | 2019       | B.N.M.H.C. Zwart-Wit |
| 13            | Nederland     | Jules Vugts (ex-twc)        | 2012       | B.H.V. Push          |
| 14            | Nederland     | Daan van Dam                | 2023       | Jeugdopleiding       |
| 18            | Nederland     | Stefan Knijnenburg (ex-twc) | 2017       | Jeugdopleiding       |
|               | Nederland     | Floris Hendrickx            | 2018       | B.N.M.H.C. Zwart-Wit |

### Staf
| Naam                 | Nationaliteit | Functie           | Sinds      | Tot        |
| -------------------- | ------------- | ----------------- | ---------- | ---------- |
| Richard van Steensel | Nederland     | Hoofdtrainer      | 2022       | Heden      |
| Michel van der Sman  | Nederland     | Assistent trainer | 2023       | Heden      |
| Pieter van Wijk      | Nederland     | Manager           | 2023       | Heden      |
| Miel Vugts           | Nederland     | Assistent trainer | 2018       | Heden      |
| Arend Jan Broekmans  | Nederland     | Interim trainer   | 2022 (jan) | 2022 (jun) |
| Viktor Kwinkelenberg | Colombia      | Hoofdtrainer      | 2018       | 2022       |
| Lambert van de Wiel  | Nederland     | Interim trainer   | 2018 (jan) | 2018 (jun) |
| Hans Riemens         | Nederland     | Interim trainer   | 2018 (jan) | 2018 (jun) |
| Tobias Vermeer       | Nederland     | Hoofdtrainer      | 2017       | 2018       |
| Hans Vermeer         | Nederland     | Assistent trainer | 2017       | 2018       |
| Arend Jan Broekmans  | Nederland     | Hoofdtrainer      | 2013       | 2017       |

### Competitieresultaten sinds 2010
| Seizoen | Klasse        | Klassering | Aantal punten | Opmerking                                 |
| ------- | ------------- | ---------- | ------------- | ----------------------------------------- |
| 23/24   | Eerste klasse | 2e         | 52            | Behalen van de play-offs voor promotie    |
| 22/23   | Eerste klasse | 7e         | 30            |                                           |
| 21/22   | Eerste klasse | 9e         | 24            |                                           |
| 20/21   | Eerste klasse | 10e*       | 4*            | Slechts 6 van de 22 wedstrijden gespeeld  |
| 19/20   | Eerste klasse | 1e*        | 30*           | Slechts 12 van de 22 wedstrijden gespeeld |
| 18/19   | Eerste klasse | 5e         | 34            |                                           |
| 17/18   | Eerste klasse | 6e         | 26            |                                           |
| 16/17   | Eerste klasse | 6e         | 33            |                                           |
| 15/16   | Eerste klasse | 8e         | 30            |                                           |
| 14/15   | Tweede klasse | 1e         | 49            |                                           |
| 13/14   | Tweede klasse | 4e         | 44            |                                           |
| 12/13   | Tweede klasse | 4e         | 41            |                                           |
| 11/12   | Eerste klasse | 12e        | 12            |                                           |
| 10/11   | Tweede klasse | 2e         | 42            |                                           |

* Competitie niet uitgespeeld
+ Competitie nog bezig